# Drake-Brockmania
Drake-Brockmania és un gènere de plantes de la subfamília de les cloridòidies, família de les poàcies, ordre de les poals, subclasse de les commelínides, classe de les liliòpsides, divisió dels magnoliofitins.

## Taxonomia
- Drake-Brockmania haareri (Stapf i C.E. Hubb.) S.M. Phillips
- Drake-Brockmania somalensis Stapf